# Liocentrum
Liocentrum is een geslacht van rechtvleugeligen uit de familie sabelsprinkhanen (Tettigoniidae). De wetenschappelijke naam van dit geslacht is voor het eerst geldig gepubliceerd in 1890 door Karsch.

## Soorten
Het geslacht Liocentrum omvat de volgende soorten:
- Liocentrum aduncum Karsch, 1891
- Liocentrum hancocki Bolívar, 1906
- Liocentrum rubripes Bolívar, 1906